# 李村华人监狱
36°09′29.6″N 120°25′19.3″E / 36.158222°N 120.422028°E
李村华人监狱旧址位于山东省青岛市李沧区夏庄路7号，李村广场东侧，约建于1903年，由德国F.H.施密特公司（Baufirma F.H.Schmidt，中文名广包公司）承建。建成之初仅为一层，设有监房、教诲室、工厂、行刑室、瞭望台等。1939年前后，曾进行过较大的维护修缮。
1949年后曾为山东省第二监狱，俗称“李村监狱”，1961年加盖一层。之后原建筑大部分被拆毁，仅保留“E”字形二层楼房建筑一座。同时遗存德文“李村区公所华人监狱”（Chinesengefängnis Bezirksamt Litsun）碑刻一块，现存于青岛市博物馆。2005年2月5日定为青岛市文物保护单位。李村监狱于2008年11月15日搬出原址，迁至惜福镇，李村监狱原址之后便处于废弃状态。2015年下半年，时任李沧区区委书记李奉利带领一批区内领导视察该旧址，并当场表态，要求各部门研究出一个保护好该建筑的方案，此后却再无任何对该建筑进行保护的消息。

## 图集
- 西南角，2015年2月
- 西北角
- 文保单位标志碑